# Lordstown Endurance
Lordstown Endurance – elektryczny samochód osobowy typu pickup klasy wyższej produkowany pod amerykańską marką Lordstown w latach 2022–2023.

## Historia i opis modelu

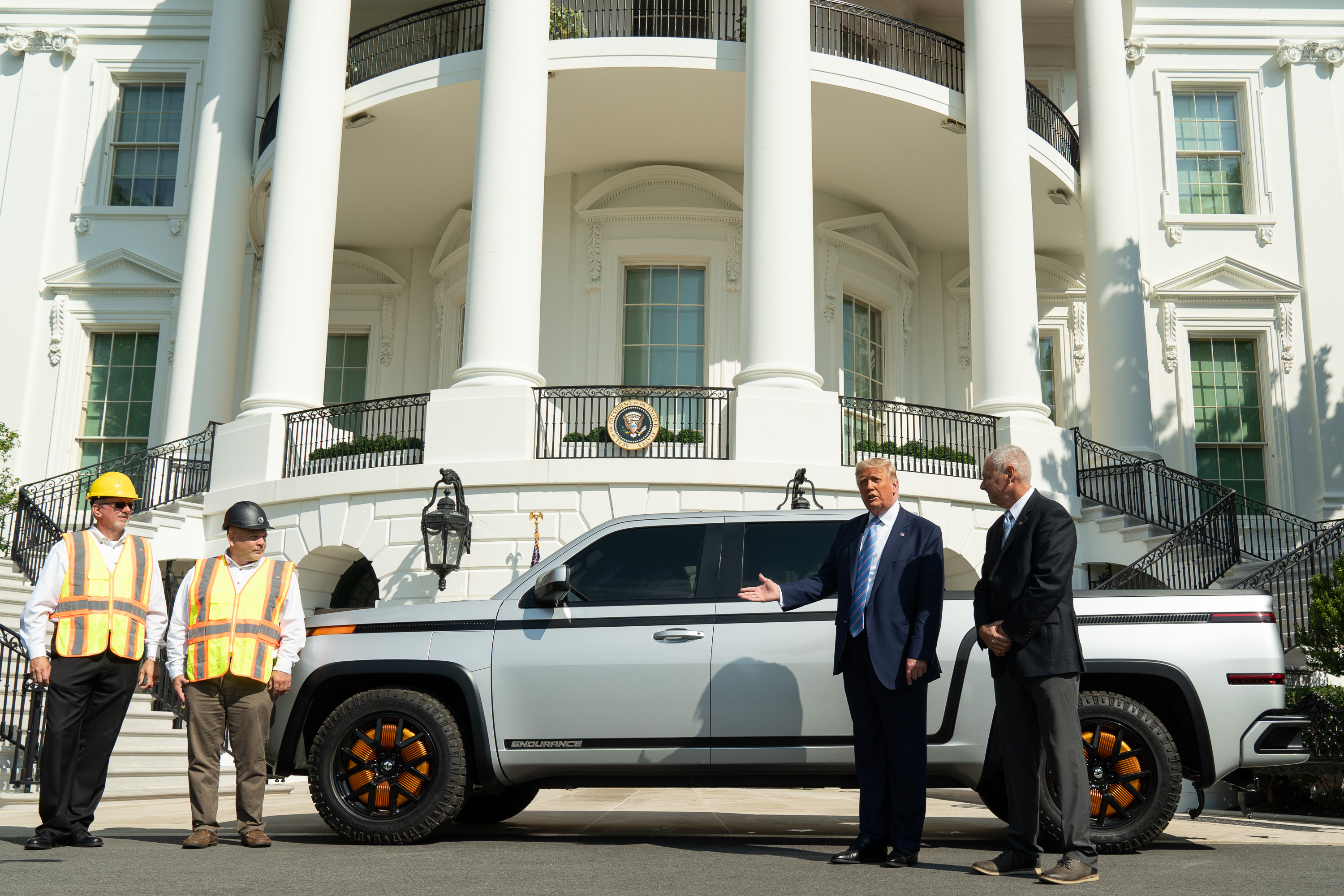
Donald Trump i Mike Pence przy Lordstown Endurance

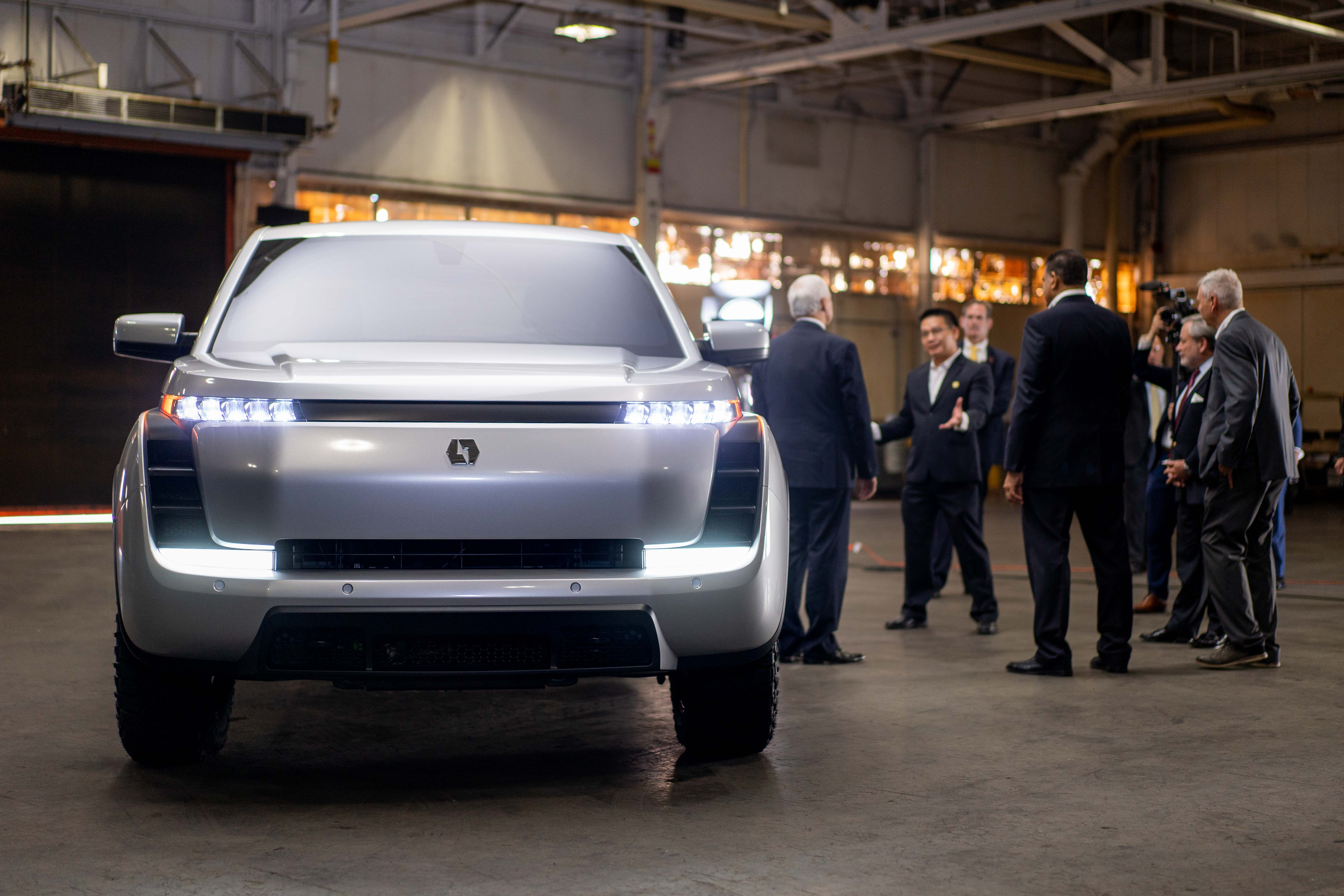
Lordstown Endurance - przód

W drugiej połowie grudnia 2019 roku powstały jesienią 2019 roku startup motoryzacyjny Lordstown Motors przedstawił pierwsze wstępne informacje na temat swojego pojazdu. Elektryczny pickup otrzymał nazwę Lordstown Endurance, przyjmując awangardową stylistykę łączące klasyczne proporcje półciężarówki z oświetleniem tworzącym jedną linię z przetłoczeniami. Samochód jest rozwinięciem zarzuconego projektu Workhorse W-15, nad którym w latach 2016–2020 pracowali inżynierowie jeszcze zza czasu koordynowania prac przez inny, spokrewniony startup Workhorse Group.
W połowie czerwca 2020 roku producent przedstawił pierwsze oficjalne szkice przedstawiające wygląd kabiny pasażerskiej Endurance, z kolei światowa premiera pickupa odbyła się 25 czerwca tego samego roku.
Projekt kabiny pasażerskiej utrzymany został we wzornictwie łączącym proste formy z nawiązaniami do konkurencyjnych, nowoczesnych konstrukcji. Masywną konsolę centralną wyposażono w duży podłokietnik i uchwyty na kubki, a tunel środkowy zakończono przed kokpitem dla większej przestrzeni. Deskę rozdzielczą zwieńczył zintegrowany ekran cyfrowych zegarów i dotykowy wyświetlacz systemu multimedialnego, oba o przekątnej 12,3 cala. Kabina pasażerska mogła pomieścić do 4 pasażerów w dwóch rzędach siedzeń, z kolei pakiet systemów bezpieczeństwa ograniczono do minimum z racji użytkowego charakteru pojazdu.

### Sprzedaż
Produkcja Endurance odbywa się w zakładach produkcyjnych Lordstown Motors w mieście o takiej samej nazwie w amerykańskim stanie Ohio, gdzie wcześniej znajdowała się fabryka General Motors. Pierwotnie produkcja miała ruszyć w 2020 roku, jednak z powodu pandemii COVID-19 zdecydowano się ją przesunąć na 2021 rok. Daty tej również nie udało się zrealizować, ostatecznie rozpoczynając montaż pierwszych sztuk pod koniec września 2022. Przez kolejne miesiące łącznie dostarczono do klientów zaledwie 31 egzemplarzy, wobec których zorganizowano trzy akcje przywoławcze z powodu wykrytych poprodukcyjnych defektów, i to trzy miesiące z rzędu: w lutym, marcu i kwietniu. Problematyczna produkcja Endurance zakończyła się niespełna rok po inauguracji, co wynikało z ogłoszenia przez startup bankructwa z końcem czerwca 2023. 

### Dane technizne
Lordstown Endurance to pojazd z napędem na cztery koła, wstępnie mając rozwijająć moc 602 KM. Układ elektryczny miał pozwolić osiągnąć 100 km/h w 5,5 sekundy i łączny zasięg na jednym ładowaniu do 402 kilometrów. Produkcyjny samochód ostatecznie zyskał jednak inne parametry. Moc układu napędowego tworzonego przez cztery silniki elektryczne umieszczone w każdym z kół wyniosła 440 KM, a zasięg pomimo relatywnie dużej baterii o pojemności 109 kWh wyniósł ok. 280 kilometrów na jednym ładowaniu według amerykańskiego cyklu pomiarowego EPA.